# Ritu d'Emulació

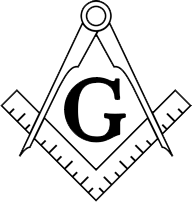
El cartabó i el compàs son símbols maçònics.

El Ritu d'Emulacio, és un ritual francmaçònic que neix a Anglaterra el 1823, amb la creació de la lògia «Emulation Lodge of Improvement».

## Història del Ritu d'Emulació
El 1717 es van federar quatre Lògies de Londres i Westmister per formar la Gran Lògia d'Anglaterra, donant origen a l'època moderna de la maçoneria. Aquestes Lògies treballaven mitjançant la utilització de Ritus de transmissió exclusivament oral, utilitzats pels maçons constructors de catedrals ja en els inicis de l'edat mitjana, sent poquíssims els documents que es conserven al respecte a causa de la tradició del secret maçònic. No és fins a 1823 quan es crea a Anglaterra la Lògia «Emulation Lodge of Improvement» amb la finalitat d'unificar i depurar els matisos propis d'aquest Ritual. A la qual es dedicarà en cos i ànima, i fins a la seva mort, un maçó significatiu, Peter Gilkes (1756 – 1833), del que naixerà una línia de grans ritualistes que arribarà fins als nostres dies. Des de 1823, no hi ha hagut un sol divendres que a les 6 en punt de la tarda, Emulation Lodge of Improvement no s'hagi reunit per a treballar les cerimònies dels tres graus simbòlics. El ritual original s'ha conservat així pur i íntegre, sent aquest text encara avui vigent, i no havent-se modificat mai, ni tan sols una coma des de 1813. si es té en compte que Peter Gilkes mateix havia estat iniciat el 1786 en la British Lodge núm. 8, podem observar com el Ritu Emulació s'enfila amb el practicat en una època molt anterior, el que a molts ha dut a afirmar que és el més "pur" de tots els ritus maçònics i el més proper als seus originals temps.
Quan la Francmaçoneria es transforma d'operativa en especulativa després d'una llarga evolució que transcorre des de finals del segle xvi al començament del xviii, els Rituals es veuen lògicament afectats per aquests canvis. Aquests rituals antics ens són coneguts, encara que de manera incompleta i imperfecta, gràcies a certs textos anglesos com els "Old Charges" i els "Early Masonic Cathecisms", entre d'altres, així com a nombrosa literatura antimaçònica francesa que apareix en aquests moments.

## Característiques dels Iniciats en el Ritu Emulació
El germà iniciat en el Ritu d'Emulació es caracteritza per un especial inclinació al coneixement i domini del mateix Ritual, atès que és aquest el que dibuixa el marc i contingut de les Tingudes. Es pot definir aquest Ritu com intimista, ja que és a través de la Pràctica i l'estudi del Ritual que l'Iniciat incorpora i reflexiona sobre els molts missatges continguts en els textos d'Obertura i Tancament dels «Treballs» de la Lògia, així com en els textos corresponents a les cerimònies d'iniciació, passi el segon grau de Company i elevació al tercer grau de Mestre.

## Que busca el Sistema Emulació
El Ritu d'Emulació traça un camí a practicar, al principi i aparentment, sense l'ajuda exterior de l'anàlisi i explicacions provinents dels altres germans. Cal viure el Ritual i les Tingudes. El treball maçònic es representa com un psicodrama que deixa una profunda empremta en la ment i cor del germà, sempre que estigui receptiu. De vegades pot resultar desconcertant o difícil aquest camí per al germà que espera obtenir explicacions dels més antics, al considerar-los més experimentats. Se'l pot ajudar a identificar una part dels «Landmarks» (Antics deures, Usos i Costums) que haurà de mantenir, però el camí és individual i personal, la qual cosa exigeix un esforç introspectiu i d'autocrítica intimista als maçons que practiquen el Ritu d'Emulació.
El treball del Venerable Mestre de la Lògia (el que governa la Lògia) i el dels seus dos Vigilants (ajudants) té una primera prioritat en les Tingudes que se celebren en aquest Ritu i que és la de saber escenificar i transmetre l'essència del Ritual i el seu simbolisme als altres Germans.
Això exigeix tres esforços bàsics:
1 .- Entendre la mecànica dels moviments durant les Tingudes i poder guiar als altres Germans menys experimentats.
2 .- Entendre i conèixer suficientment el significat de les diferents frases, preguntes i respostes del Ritual, per poder pronunciar lliurement, amb el to i accent adequats (preferiblement de memòria) i poder escenificar els treballs de manera fluida i natural.
3 .- Viure i interioritzar les Cerimònies.
D'aquesta manera els altres germans també se sentiran immersos en el Ritual i en cada reunió trobaran frases i símbols que els faran reflexionar, entendre i aprofundir en el missatge d'aquest. Només d'aquesta manera es pot avançar fermament en l'Art Maçònic en el Ritu d'Emulació, en els seus graus d'Aprenent, Company i Mestre.
El Ritu d'Emulació és un ritu que vol ser senzill, pur, basat únicament en la simbologia de l'art dels constructors, desproveït d'afegits i artificis. El germà iniciat en el Ritu d'Emulació es caracteritza per una especial inclinació al coneixement i domini del mateix Ritual, atès que és aquest el que dibuixa el marc i contingut de les Tingudes. La progressió d'Aprenenta a Mestre es fonamenta en la comprensió, en el silenci interior i en el coneixement profund de les eines del grau. L'accent es posa en el treball personal de la pedra bruta, símbol del compromís moral i el seu perfeccionament.

### Característiques especials del Ritu d'Emulació
No obstant això, a diferència d'altres Ritus, no tot el treball maçònic es realitza exclusivament durant la Tinguda Oberta o reunió. En el Ritu d'Emulació cobra una excepcional importància l'àpat fraternal que segueix a la Tinguda Oberta i que, de fet, no conclou fins que se celebra l'últim Brindis o «Brindis del cobridor». L'àpat, forma part de la Tinguda i, per tant, té les seves pròpies regles. El seu marc exterior són els brindis i l'ordre establert l'ús de la paraula de cada germà. El marc interior el conformen les paraules que aquell pronuncia, sota la direcció del director de Cerimònies i d'acord amb el Venerable Mestre. Durant l'àpat, tot membre de la Lògia pot i ha d'aportar opinions i reflexions susceptibles d'enriquir als altres. No hi ha indicacions prèvies sobre els temes dels «Treballs» en l'àpat, però poden significar, ben portats, una gran ajuda per orientar els Germans en el camí de ser un bon maçó.

## Ritu d'Emulació a Catalunya
A Catalunya podem trobar diverses lògies que treballen amb aquest Ritu, tals com, les lògies Fidelitas, Yod, Canigo, St. George's, Europa Olímpica, Maestros Inst. Barcelona i Catalonia de Barcelona, la lògia Jasón de Girona, i la lògia Mare Nostrum 25 de Tarragona.